# Hanouard
Hanouard é uma comuna francesa na região administrativa da Normandia, no departamento de Sena Marítimo. Estende-se por uma área de 4,29 km². Em 2010 a comuna tinha 256 habitantes (densidade: 59,7 hab./km²).